# Avignon (Canadá)
Avignon (AFI: /aviɲɔ̃/)  es un municipio regional de condado (MRC) de la provincia de Quebec en Canadá. Está ubicado en la región administrativa de Gaspésie–Îles-de-la-Madeleine. El chef-lieu y municipio más poblado es Carleton-sur-Mer.

## Geografía

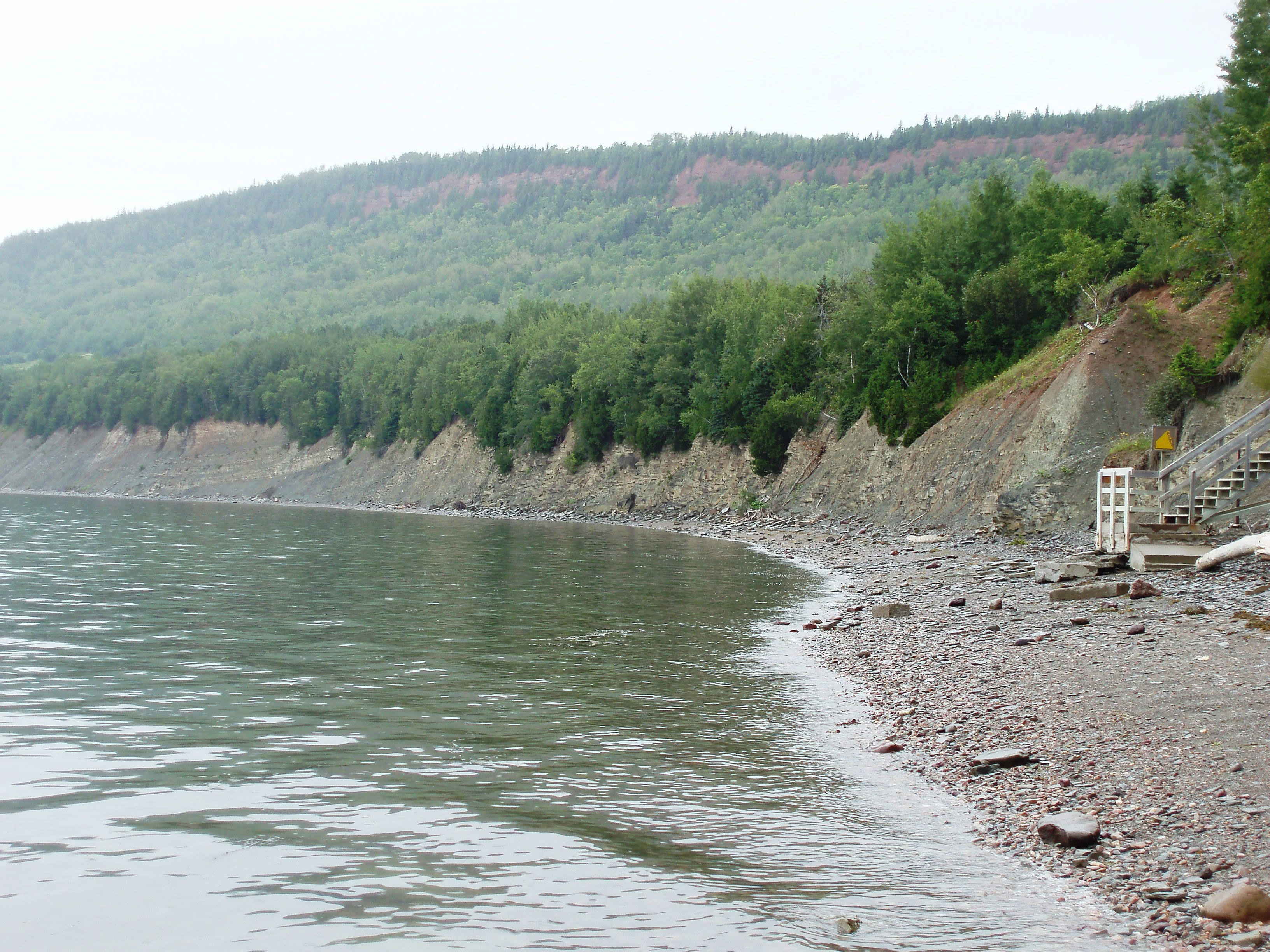
Miguasha

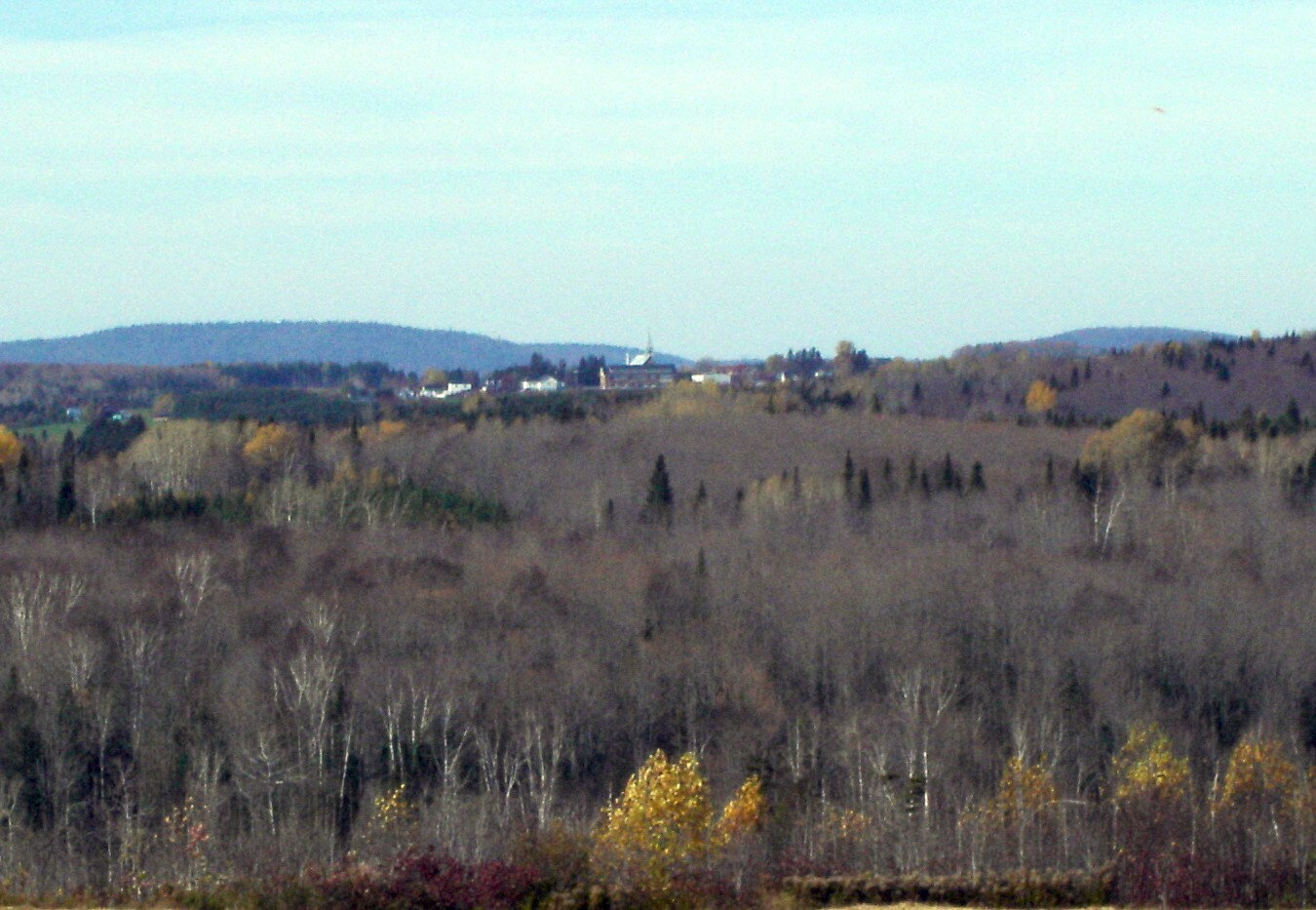
Saint-Alexis-de-Matapédia

El MRC de Avignon se encuentra en la costa norte de la bahía Chaleur, limítrofe de la región de Bas-Saint-Laurent. Limita al norte con el MRC de La Matapédia, al este con Bonaventure, al sur con la bahía Chaleur, al suroeste con el condado de Restigouche (Nuevo Brunswick) y al oeste con La Mitis. Su superficie total es de 3794 km², de los cuales 3485 km² son tierra firme y 309 km 2 de agua. El río Ristigouche bordea la limita sur del MRC. El relieve es llano con pequeñas ondulaciones litorales a lo largo de la costa y montañoso en el macizio de Gaspesia (Apalaches) en el interior. La mitad del territorio está situado en territorios no organizados. Varios ríos corren hasta la bahía de Chaleur: Escuminac, Verte, Stewart, Nouvelle, Matapédia, Patapédia y Ristigouche.

## Urbanismo

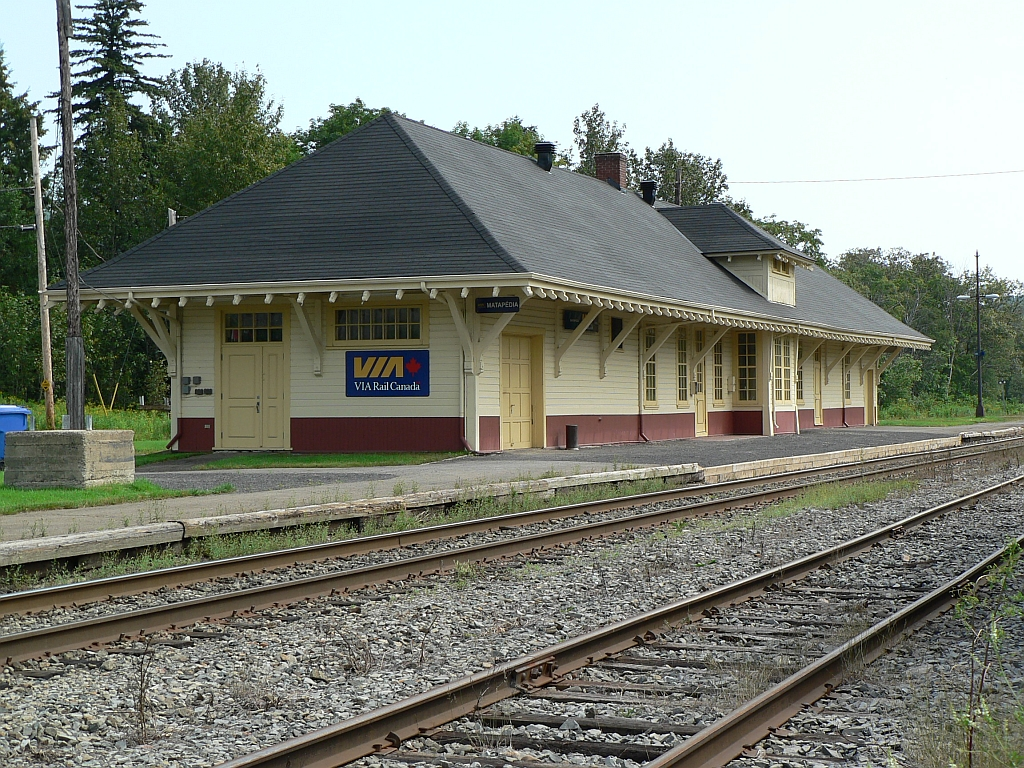
Estación de Matapédia

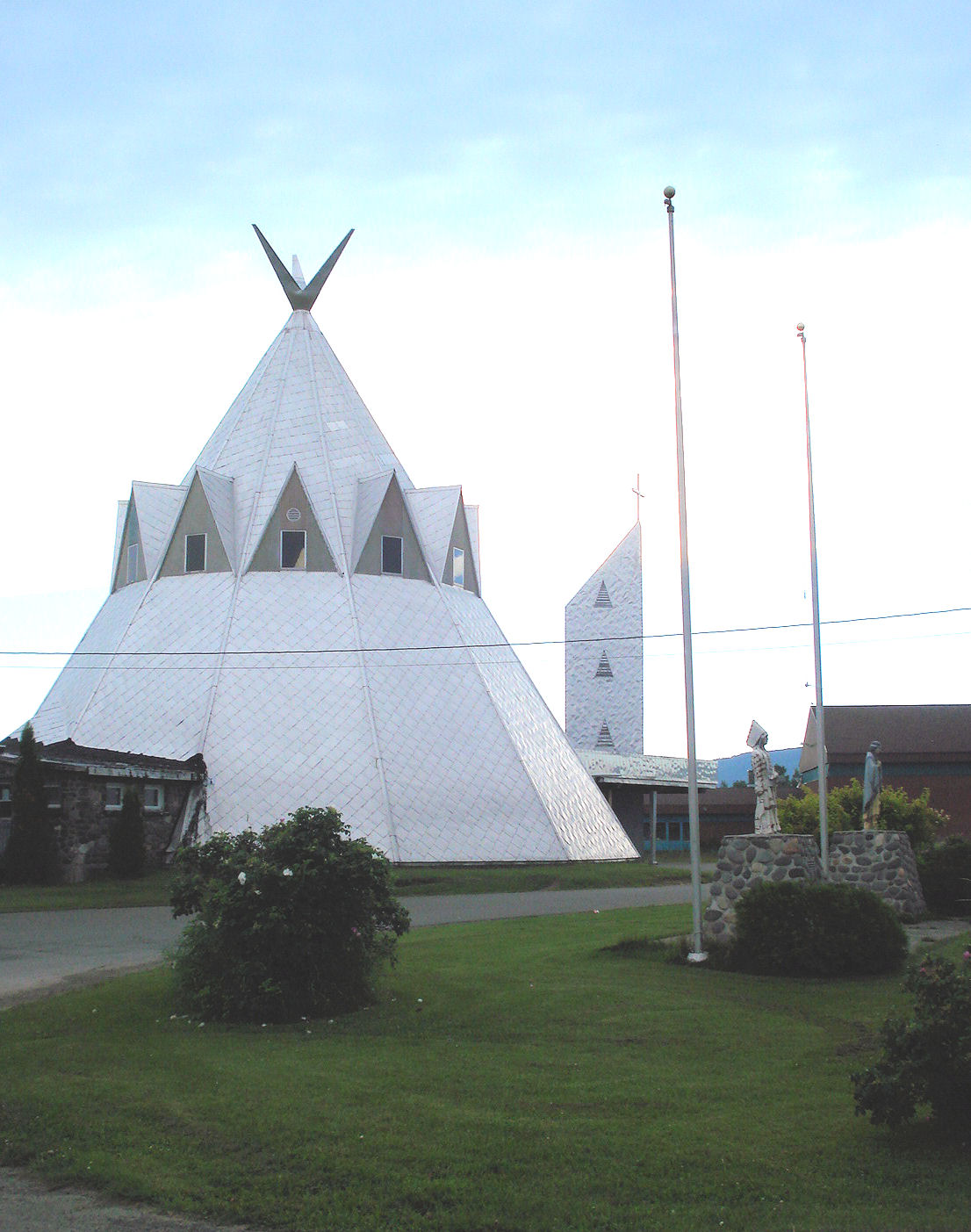
Iglesia Kateri-Tekakwitha en Gesgapegiag

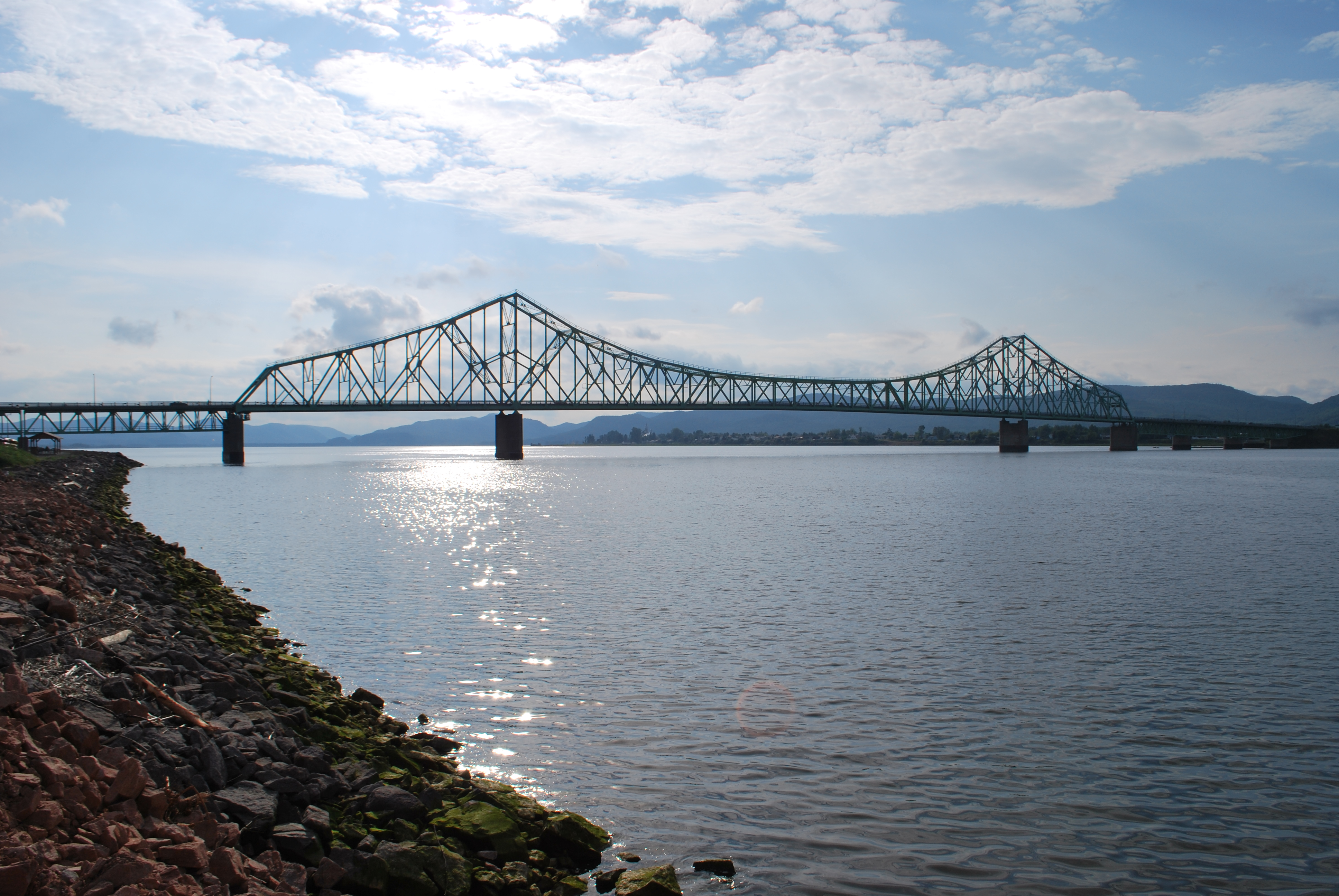
Puente J. C. Van Horne en Pointe-à-la-Croix

Pointe-à-la-Croix y Listiguj forman parte del área metropolitana de Campbellton (Nuevo Brunswick). La red viaria se compone esencialmente del bulvar Perron (Carretera nacional  QC 132 ) que une Mont-Joli a Percé. El puente pont J. C. Van Horne une Pointe-à-la-Croix a Campbellton.

## Historia

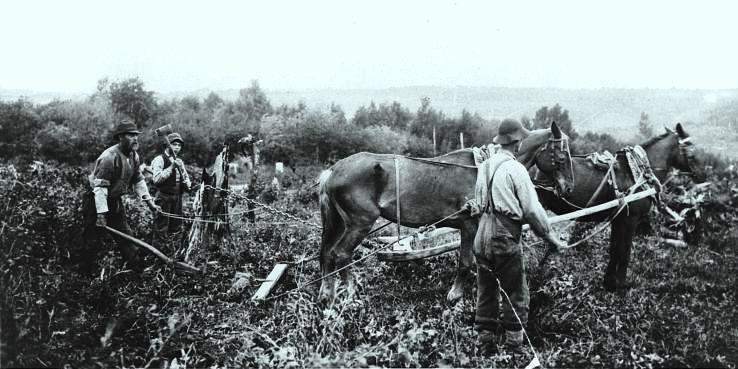
Tala en Saint-André-de-Restigouche hacia 1870

Acadianos de la Isla del Principe Eduardo se establecieron en el territorio actual de Saint-Alexis-de-Matapédia, que llamadaron Avignon, del nombre de su ciudad de origen, Aviñón en Provenza. El MRC de Avignon fue creado en 1981 a partir de la parte oeste del territorio del condado de Bonaventure.

## Política
El prefecto actual (2016) es Guy Gallant, alcalde de Saint-Alexis-de-Matapédia. Las dos reservas indias en el territorio no son miembros del MRC administrativamente. 
El territorio del MRC forma parte de las circunscripciones electorales de Bonaventure a nivel provincial y de Avignon—La Mitis—Matane—Matapédia a nivel federal.

## Demografía
Según el censo de Canadá de 2011, el MRC de Avignon contaba con 15 246 habitantes. La densidad de población estaba de 4,4 hab./km². En 2011, el número total de inmuebles particulares era de 7472, de los cuales 6607 estaban ocupados por residentes habituales, otros siendo desocupados o residencias secundarias. La población es rural y francófona, con minorías anglófonas y micmacs.
Evolución de la población total, 1991-2015
* Subenumración posible de las comunidades amerindias.

## Economía
Las principales actividades económicas son la agricultura, la explotación forestal, la industria de la madera, la construcción, el comercio y los servicios de educación y de salud.

## Comunidades locales
Hay 11 municipios y 2 territorios no organizados en el MRC de Avignon a los cuales se añaden las comunidades micmacs de Gesgapegiag et Listuguj.
| Código | Nombre                     | Tipo                     | Fecha de constitución | Superficie total (km²) | Superficie agua (km²) | Superficie tierra (km²) | Población 2015 | Gentilicio (en francés) | Densidad (hab./km²) | DT | Número de concejales |
| ------ | -------------------------- | ------------------------ | --------------------- | ---------------------- | --------------------- | ----------------------- | -------------- | ----------------------- | ------------------- | -- | -------------------- |
| 06005  | Maria                      | Municipio                | 01.07.1855            | 95,73                  | 0,09                  | 95,64                   | 2510           | Marien, ne*             | 26,2                | S  | 6                    |
| 06013  | Carleton-sur-Mer           | Ciudad                   | 04.10.2000            | 245,89                 | 28,96                 | 216,93                  | 3985           | -                       | 18,4                | S  | 6                    |
| 06020  | Nouvelle                   | Municipio                | 10.10.1907            | 236,29                 | 1,38                  | 234,91                  | 1700           | Nouvellois, e*          | 7,2                 | S  | 6                    |
| 06025  | Escuminac                  | Municipio                | 10.10.1907            | 108,29                 | 0,33                  | 107,96                  | 562            | -                       | 5,2                 | S  | 6                    |
| 06030  | Pointe-à-la-Croix          | Municipio                | 07.05.1983            | 416,74                 | 21,89                 | 394,85                  | 1526           | Pointelois, e*          | 3,9                 | S  | 6                    |
| 06035  | Ristigouche-Partie-Sud-Est | Cantón                   | 30.06.1906            | 53,72                  | 2,16                  | 51,56                   | 165            | -                       | 3,2                 | S  | 6                    |
| 06040  | Saint-André-de-Restigouche | Municipio                | 01.07.1855            | 144,92                 | 0,59                  | 144,33                  | 154            | Andrégouchois, e⁰       | 1,1                 | S  | 6                    |
| 06045  | Matapédia                  | Municipio                | 01.01.1905            | 72,64                  | 2,28                  | 70,36                   | 653            | Matapédien, ne*         | 9,3                 | S  | 6                    |
| 06050  | Saint-Alexis-de-Matapédia  | Municipio                | 01.07.1855            | 85,96                  | 0,63                  | 85,33                   | 509            | -                       | 6,0                 | S  | 6                    |
| 06055  | Saint-François-d’Assise    | Municipio                | 03.09.1926            | 180,02                 | 1,13                  | 178,80                  | 672            | Assisien, ne*           | 3,8                 | S  | 6                    |
| 06060  | L'Ascension-de-Patapédia   | Municipio                | 01.01.1968            | 97,56                  | 0,60                  | 96,96                   | 173            | Ascensionnais, e*       | 1,8                 | S  | 6                    |
| 06802  | Gesgapegiag                | Reserva india            | .                     | 2,22                   | 0,00                  | 2,22                    | 794            | .                       | 357,7               |    | .                    |
| 06804  | Listuguj                   | Reserva india            | .                     | 43,17                  | 0,30                  | 42,87                   | 1777           | .                       | 41,5                |    | .                    |
| 06902  | Rivière-Nouvelle           | Territorio no organizado | 01.01.1986            | 1086,90                | 0,80                  | 1086,10                 | -              | -                       | -                   | …  | …                    |
| 06904  | Ruisseau-Ferguson          | Territorio no organizado | .                     | 677,63                 | 1,62                  | 676,01                  | -              | -                       | -                   | …  | …                    |
| 060    | Avignon                    | MRC                      | 18.03.1981            | 3547,68                | 32,33                 | 3484,92                 | 15 180         | Avignonnais, e*         | 4,4                 | …  | …                    |

DT división territorial, D distritos, S sin división; CEP circunscripción electoral provincial, CEF circunscripción electoral federal; * Oficial, ⁰ No oficial